# Iridopelma seladonium
Iridopelma seladonium är en spindelart som först beskrevs av Carl Ludwig Koch 1841.  Iridopelma seladonium ingår i släktet Iridopelma och familjen fågelspindlar. Inga underarter finns listade i Catalogue of Life.